# Cyclatemnus burgeoni
Cyclatemnus burgeoni är en spindeldjursart som först beskrevs av Beier 1932.  Cyclatemnus burgeoni ingår i släktet Cyclatemnus och familjen Atemnidae. Inga underarter finns listade i Catalogue of Life.